# بطولة الأمم الرئيسية 1892
بطولة الأمم الرئيسية 1892 (بالإنجليزية: 1892 Home Nations Championship)‏ هو الموسم 10 من  بطولة الأمم الرئيسية. كان عدد الأندية المشاركة فيه  4، وفاز فيه منتخب إنجلترا الوطني لاتحاد الرغبي.